# Trycherus royi
Trycherus royi es una especie de coleóptero de la familia Endomychidae.

## Distribución geográfica
Habita en Guinea (África).